# Liste der Rektoren der Montanuniversität Leoben
Die Liste der Rektoren der Montanuniversität Leoben listet alle Rektoren der Montanuniversität Leoben ab der Gründung als Steiermärkisch-Ständische Montanlehranstalt im Jahr 1840 auf. Geburts- und ggf. Sterbejahr sind in runden Klammern angegeben.

## Direktoren (1840 bis 1895)
- 1840 bis 1874: Peter Tunner (1809–1897)
- 1875 bis 1877: Franz Kupelwieser (1830–1903)
- 1877 bis 1879: Franz Rochelt (1835–1899)
- 1879 bis 1881: Julius von Hauer (1831–1910)
- 1881 bis 1883: Rudolf Schöffel (1839–1916)
- 1883 bis 1885: Franz Lorber (1846–1930)
- 1885 bis 1887: Rupert Böck (1845–1899)
- 1887 bis 1889: Hans Höfer von Heimhalt (1843–1924)
- 1889 bis 1891: Franz Rochelt (1835–1899)[4]
- 1891 bis 1893: Engelbert Kobald (1848–1926)
- 1893 bis 1895: Julius von Hauer (1831–1910)

## Rektoren (1895 bis 1934)
- 1895 bis 1897: Franz Kupelwieser (1830–1903)
- 1897 bis 1899: Rudolf Schöffel (1839–1916)
- 1899 bis 1902: Karl Habermann (1858–1909)
- 1902 bis 1903: Engelbert Kobald (1848–1926)
- 1903 bis 1905: Anton Bauer (1856–1943)
- 1905 bis 1907: Viktor Waltl (1859–1928)
- 1907 bis 1909: Wolfgang Wendelin (1863–1938)
- 1909 bis 1911: Engelbert Kobald (1848–1926)
- 1911 bis 1913: Rudolf Jeller (1861–1939)
- 1913 bis 1915: Otto Seyller (1866–1949)
- 1915 bis 1917: Franz Peter (1872–1955)
- 1917 bis 1920: Franz Aubell (1878–1954)
- 1919 bis 1920: Carl Brisker (1875–1920)
- 1920 bis 1922: Franz Schraml (1874–1946)
- 1922 bis 1923: Wilhelm Petrascheck (1876–1967)
- 1923 bis 1924: Hans Fleißner (1881–1928)
- 1925 bis 1926: Othmar Keil-Eichenthurn (1888–1932)
- 1926 bis 1929: Heinrich Breil (1877–1934)
- 1929 bis 1930: Franz Schraml (1874–1946)
- 1930 bis 1931: Franz Peter (1872–1955)
- 1931 bis 1932: Franz Aubell (1878–1954)
- 1932 bis 1933: Josef Pirkl (1882–1959)
- 1933 bis 1934: Josef Fuglewicz (1876–1972)

## Dekane (1934 bis 1937, Zusammenschluss mit der TU Graz)
- 1934 bis 1935: Josef Fuglewicz (1876–1972)
- 1935 bis 1936: Wilhelm Petrascheck (1876–1967)
- 1936 bis 1937: Richard Walzel (1895–1977)

## Rektoren (seit 1937)
- 1937 bis 1938: Richard Walzel (1895–1977)
- 1938 bis 1944: Ernst Bierbrauer (1896–1973)
- 1944 bis 1945: Josef Fuglewicz (1876–1972)
- 1945 bis 1953: Franz Platzer (1894–1961)
- 1953 bis 1954: Walther E. Petrascheck (1906–1991)
- 1954 bis 1956: Erich Schwarz-Bergkampf (1904–1996)[5]
- 1956 bis 1957: Gottfried Prikel (1893–1984)
- 1957 bis 1959: Franz Czedik-Eysenberg (1898–1960)
- 1959 bis 1960: Friedrich Perz (1904–1962)
- 1960 bis 1961: Roland Mitsche (1903–1978)
- 1961 bis 1962: Kurt Bauer (* 1914)
- 1962 bis 1964: Herbert Trenkler (1907–1992)
- 1964 bis 1965: Karl Trutnovsky (1901–1988)
- 1965 bis 1967: Arno Wilhelm Reitz (1907–1995)[6]
- 1967 bis 1968: Karl Zeppelzauer (1901–1993)[7]
- 1968 bis 1970: Günter B. Fettweis (1924–2018)
- 1970 bis 1972: Arno Wilhelm Reitz (1907–1995)
- 1973 bis 1974: Manfred Lorbach (1924–2011)[8]
- 1974 bis 1979: Albert F. Oberhofer (1925–2016)[9]
- 1979 bis 1981: Hein-Peter Stüwe (1930–2005)[10]
- 1981 bis 1985: Herwig Holzer (1927–1997)[11]
- 1985 bis 1987: Klaus Jürgen Grimmer (* 1934)
- 1987 bis 1991: Franz Jeglitsch (1934–2016)[9][12][13]
- 1991 bis 1995: Albert F. Oberhofer (1925–2016)[14]
- 1995: Heribert Hiebler (* 1935)[14][15]
- 1995 bis 1999: Peter Paschen (1935–2013)[16]
- 1999 bis 2003: Wolfgang Pöhl (* 1940)[17][18][19][20][21]
- 2003 bis 2011: Wolfhard Wegscheider (1950–2025)[18][22][23]
- 2011 bis 2023: Wilfried Eichlseder (* 1956)[24][25]
- ab Oktober 2023: Peter Moser (* 1959)[25][26]